# Marcus Cousin
Marcus Lynn Cousin Jr. (nacido el 18 de diciembre de 1986 en Baltimore, Maryland) es un exjugador de baloncesto estadounidense. Con 2,11 metros de estatura, jugaba en la posición de pívot.

## Trayectoria deportiva

### Universidad
Jugó durante dos temporadas con los Pirates de la Universidad Seton Hall, en las que apenas tuvo oportunidades de juego, siendo transferido posteriormente a los Cougars de la Universidad de Houston, donde jugó otras dos temporadas, promediando 7,9 puntos, 6,3 rebotes y 1,5 tapones por partido.

### Profesional
Tras no ser elegido en el Draft de la NBA de 2009, fichó por una temporada por el Mersin BB de la liga turca, donde jugó únicamente 7 partidos, en los que promedió 5,2 puntos y 2,4 rebotes, siendo despedido en diciembre. Al mes siguiente fichó por el Hapoel Gilboa Galil Elyon de la liga de Israel, equipo con el que terminó la temporada.
Al término de la temporada regresó a su país para jugar con los Austin Toros de la NBA D-League, con los que disputó una temporada en la que promedió 14,9 puntos y 8,6 rebotes por partido, siendo incluido en el segundo mejor quinteto de liga,  y también en el segundo mejor quinteto defensivo.
En marzo de 2011 firmó por 10 días por los Utah Jazz, debido a la plaga de lesiones en el equipo. Jugó cuatro partidos, en los que anotó un total de cuatro puntos. Regresó posteriormente a la liga de desarrollo, jugando con los Rio Grande Valley Vipers, para posteriormente hacerlo en los Guaiqueríes de Margarita de la liga venezolana, en los Cañeros de La Romana de República Dominicana y finalmente en el Kyoto Hannaryz japonés, club al que pertenece en la actualidad.

## Estadísticas de su carrera en la NBA

### Temporada regular
| Temporada | Edad | Equipo    | Liga | Pos. | P | TIT | MIN | TC  | TCA | %TC  | 3P  | 3PA | %3P | TL  | TLA | %TL | R.OF. | R.DEF. | REB | ASIS | ROB | TAP | PER | FP  | PTS |
| 2010-11   | 24   | Utah Jazz | NBA  | C    | 4 | 0   | 4.5 | 0.5 | 0.8 | .667 | 0.0 | 0.0 |     | 0.0 | 0.0 |     | 0.0   | 0.8    | 0.8 | 0.0  | 0.0 | 0.3 | 0.3 | 0.3 | 1.0 |
| Total     |      |           | NBA  |      | 4 | 0   | 4.5 | 0.5 | 0.8 | .667 | 0.0 | 0.0 |     | 0.0 | 0.0 |     | 0.0   | 0.8    | 0.8 | 0.0  | 0.0 | 0.3 | 0.3 | 0.3 | 1.0 |